# Jennifer Grey

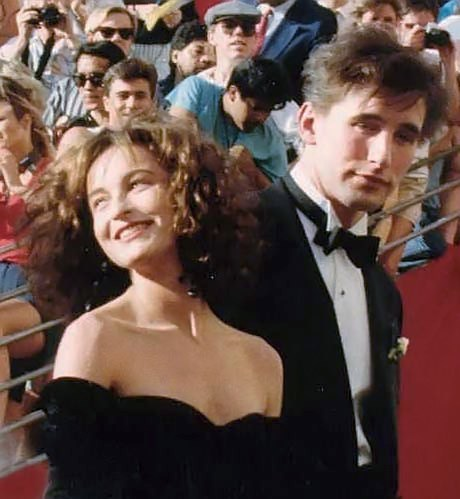
Jennifer Grey a William Baldwin v roce 1988 na předávání Oscarů

Jennifer Grey (* 26. března 1960 New York) je americká herečka. Mezi její nejvýznamnější filmy patří Volný den Ferrise Buellera a Hříšný tanec, kde po boku Patricka Swayzeho ztvárnila postavu Frances Housemanové, za který byla nominována na Zlatý glóbus.

## Biografie
Vyrůstala v herecké rodině, jejím otcem je herec Joel Grey, držitel Oscara z roku 1972 za film Kabaret, matkou herečka a tanečnice Jo Wilderová. Dědeček z otcovy strany Mickey Katz byl divadelním hercem. Vystudovala herectví na newyorské konzervatoři Neighborhood Playhouse School of the Theatre. Ve filmu debutovala v roce 1984, přičemž nedlouho poté si zahrála své dvě nejvýznamnější role. Roku 1986 ztvárnila postavu Jeanie Buellerové v komedii Volný den Ferrise Buellera, o rok později se objevila v hlavní roli Frances Housemanové v romantickém snímku Hříšný tanec.
V roce 2010 vyhrála s tanečníkem Derekem Houghem taneční soutěž Dancing with the Stars.

## Osobní život
Díky vyšetření před účastí v soutěži Dancing with the Stars jí byl objeven rakovinový nádor, který jí byl odstraněn.
Od roku 2001 byl jejím manželem herec, režisér a scenárista Clark Gregg, se kterým má dceru Stellu (* 2001). V červenci 2020 oznámili rozpad manželství, jejich rozvod byl dokončen v únoru 2021.

## Filmografie
Film
- 1984 Lehkomyslní
- 1984 Rudý úsvit
- 1984 Cotton Club
- 1985 Vítězové
- 1986 Volný den Ferrise Buellera
- 1987 Hříšný tanec
- 1988 Gandahar (dabing)
- 1989 Vražda na Broadwayi
- 1990 Vražda ve státě Mississippi
- 1990 Zločinná spravedlnost
- 1990 Když jedna bota sedí…
- 1991 Eyes of a Witness
- 1992 Vítr
- 1993 A Case for Murder
- 1995 The West Side Waltz
- 1996 Portraits of a Killer
- 1996 Milenecký uzel
- 1997 Red Meat
- 1997 The Player
- 1998 Outrage
- 1998 „Sladká“ pomsta
- 2000 Nahoru, dolů
- 2002 Rituál
- 2006 Cesta za Vánocemi
- 2008 Červený pás
- 2008 Keith
- 2011 Hollywoodské straky
- 2014 In Your Eyes

Televize
- 1985 ABC Afterschool Special
- 1986 The Equalizer
- 1995 Přátelé
- 1995 Padlí andělé
- 1999–2001 Však ty víš
- 2007 John ze Cincinnati
- 2008–2012 Phineas a Ferb (dabing)
- 2009 Nové trable staré Christine
- 2010 Dr. House